# Canberra Women's Classic 2003
Canberra Women's Classic 2003 — жіночий тенісний турнір, що проходив на відкритих кортах з твердим покриттям National Sports Club у Канберрі (Австралія). Належав до турнірів 5-ї категорії в рамках Туру WTA 2003. Відбувсь утретє і тривав з 6 до 12 січня 2003 року. Друга сіяна Меган Шонессі здобула титул в одиночному розряді й отримала 16 тис. доларів США.

## Фінальна частина

### Одиночний розряд
Меган Шонессі —  Франческа Ск'явоне 6–1, 6–1
- Для Шонессі це був 1-й титул в одиночному розряді за сезон і 3-й — за кар'єру.

### Парний розряд
Татьяна Гарбін /  Емілі Луа —  Дая Беданова /  Дінара Сафіна 6–3, 3–6, 6–4